# Sauter (cuisine)
 (mars 2024).
Si vous disposez d'ouvrages ou d'articles de référence ou si vous connaissez des sites web de qualité traitant du thème abordé ici, merci de compléter l'article en donnant les références utiles à sa vérifiabilité et en les liant à la section « Notes et références ».
Pour les articles homonymes, voir Sauter.

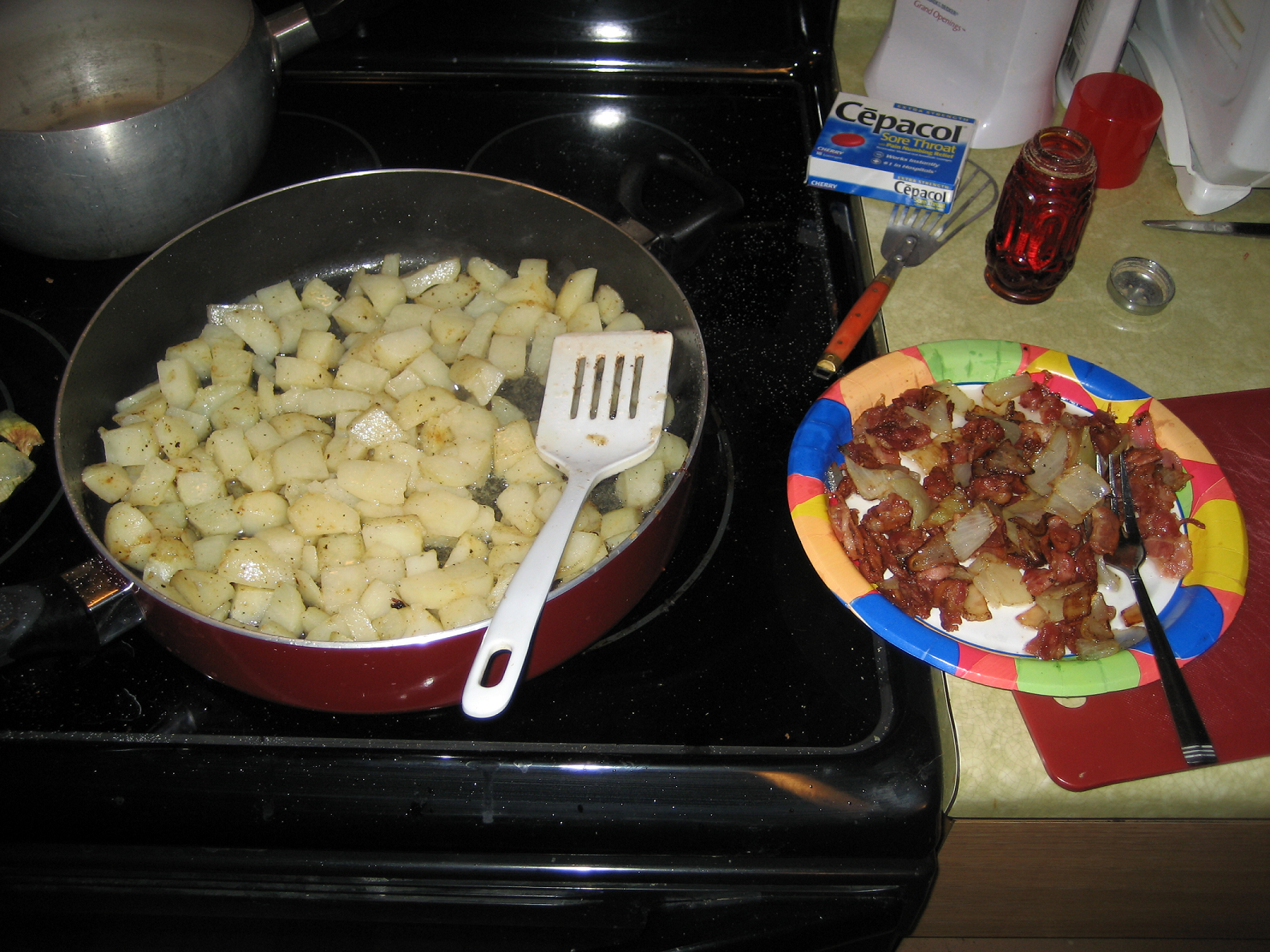
Pommes de terre sautées.

Sauter est une méthode de cuisson qui utilise une petite quantité de matière grasse dans une poêle, une sauteuse chauffée à une température relativement élevée. Les ingrédients sont en général coupés en morceaux ou en tranches pour accélérer la cuisson. Lorsque l'ingrédient sauté est de la viande, de la volaille ou du poisson, la sauteuse est souvent déglacée pour créer une sauce,.
Pour réaliser cette technique de cuisson, on utilise généralement une large poêle, ou sautoir, de sorte que tous les ingrédients aient de l'espace en une seule couche sans se chevaucher, et avec des parois légèrement hautes pour éviter que les aliments ne tombent avec le mouvement. La cuisson à la poêle est une technique largement utilisée dans la cuisine orientale, pour laquelle on utilise le wok.
Le sauté se fait avec une petite quantité de graisse, juste assez pour lubrifier les ingrédients. Il s'agit généralement d'huile ou de beurre clarifié. Avec le sauté, les aliments sont exposés à une température de 175-225 °C : il est important de les faire bouger constamment pour éviter que la surface ne sèche et pour que la cuisson soit uniforme. Pour maintenir les ingrédients en mouvement constant, on peut prendre la casserole par le manche et faire des mouvements de va-et-vient répétés et rapides ou remuer avec une spatule.
Pour faire un sauté, il faut tenir compte du fait que le temps de cuisson est court, et que les ingrédients doivent donc être hachés ou petits. Il est important que si différents ingrédients sont mélangés, ils aient tous la même taille, et si certains prennent plus de temps que d'autres à préparer, de commencer par ceux qui ont besoin de plus de temps de cuisson.
Parfois, afin d'éviter que la surface des ingrédients à faire sauter ne se dessèche excessivement pendant la cuisson à l'intérieur, on utilise des matériaux isolants pour les protéger, comme une pâte à frire. L'objectif est que l'aliment conserve son humidité, sa saveur (qui sera également renforcée par le milieu gras dans lequel il a été cuit et par la réaction de Maillard), ainsi que sa texture, ses nutriments et sa couleur.
Le couvercle de la casserole est inutile dans cette méthode de cuisson, et il ne faut pas utiliser plus de graisse que nécessaire pour lubrifier les ingrédients afin d'éviter les éclaboussures. Les aliments sautés peuvent être servis immédiatement ou constituer la première étape d'une préparation plus complexe.
Presque tous les types d'aliments peuvent être sautés, s'ils ont préalablement été préparés pour ce mode de cuisson.